# Giuseppe Tosi
Giuseppe Tosi (25. května 1916, Borgo Ticino, Novara - 10. července 1981) byl italský atlet, jehož specializací byl hod diskem.
Třikrát v řadě vybojoval na evropských šampionátech (Oslo 1946, Brusel 1950, Bern 1954) stříbrnou medaili. Stříbro získal rovněž v roce 1948 na letních olympijských hrách v Londýně. Vždy prohrál jen se svým krajanem Adolfem Consolinim. Reprezentoval také na olympiádě v Helsinkách v roce 1952, kde ve finále obsadil výkonem 49,03 metru 8. místo.
Jeho osobní rekord z roku 1948 má hodnotu 54,80 m. V roce 1951 získal zlatou medaili na prvním ročníku Středomořských her v egyptské Alexandrii.